# Castello di Assos
Il Castello di Assos (in greco Κάστρο της Άσσου? ) è una fortificazione veneziana sull'isola di Cefalonia nella Grecia occidentale.
Insieme al castello di San Giorgio, il castello di Assos è un tipico esempio di architettura militare veneziana nell'isola di Cefalonia. Il generale britannico Charles James Napier quando la vide la descrisse come più forte di Gibilterra.
Il castello si affaccia sulla baia di Agia Kyriaki, a nord di Paliki, e operava come base di difesa dell'isola, a protezione dai pirati oppure da un attacco via mare. Il castello venne costruito ad un'altezza di 170m sulla collina rocciosa della penisola di Assos. Il castello è protetto da un muro di 2.000 metri di lunghezza e copre un'area di 44.000 metri quadrati.

## Storia

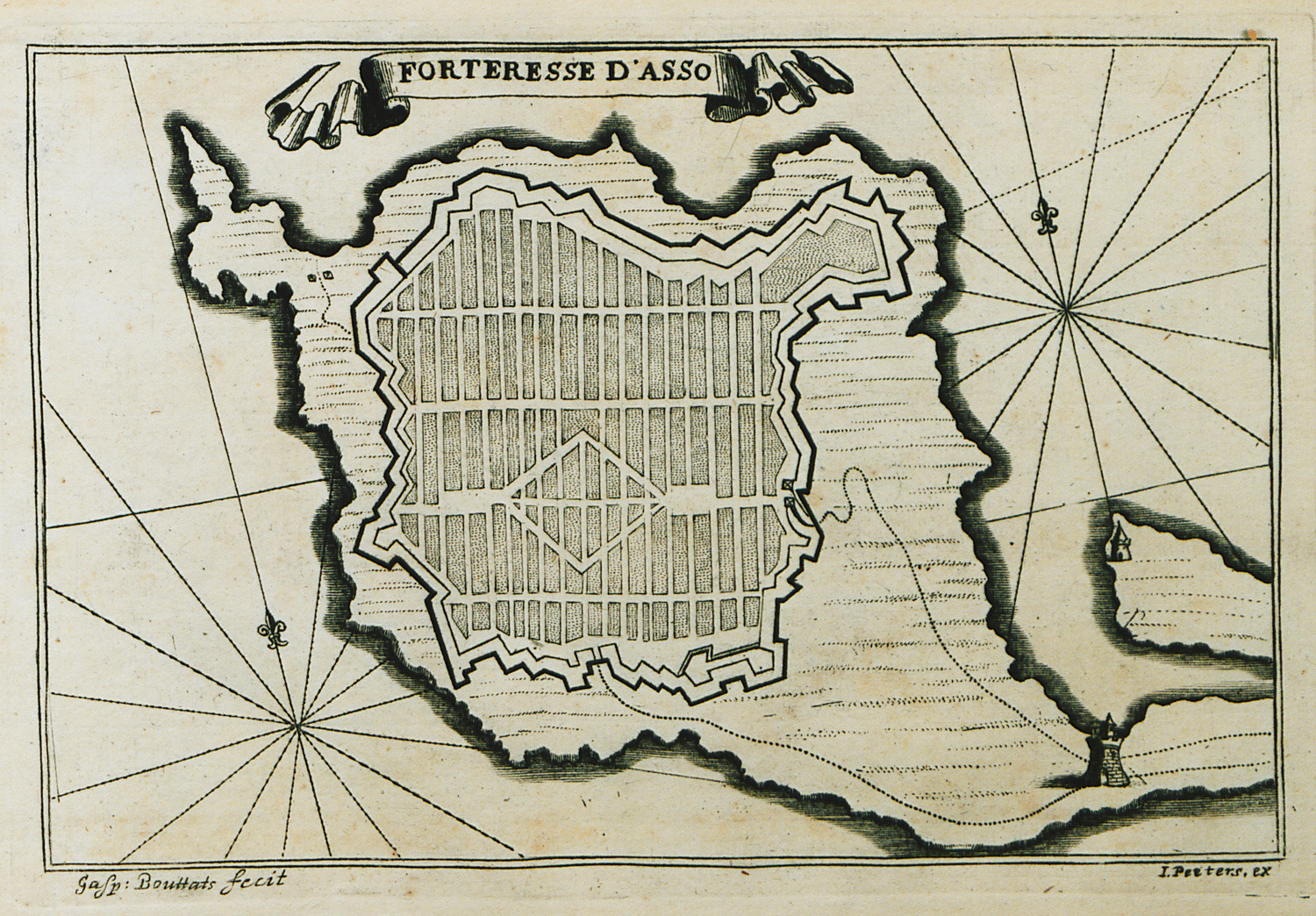
1690 pianta del castello di Assos, di Jacob Peeters

Mentre Cefalonia era sotto il dominio veneziano, nel 1584, una petizione dei nobili di Cefalonia fu presentata al Senato veneziano per la creazione di una nuova fortezza. Essi pensavano che il Castello di San Giorgio (l'altro castello di Cefalonia) non poteva difendere l'intera isola contro la minaccia turca e le incursioni dei pirati. La Repubblica di Venezia aveva un piano per proteggere le isole ionie fondando una città all'interno del castello e spostandovi l'amministrazione dal Castello di San Giorgio. La costruzione iniziò nel 1593 sotto la supervisione di Ambrosius Cornelius. Il castello fu costruito dall'architetto veneziano Marino Gentilini, tra il 1593 e il 1596. Alla fine Gentillini si sposò e si stabilì a Cefalonia,  il suo nome fu iscritto nel Libro d'Oro delle famiglie nobili. I suoi discendenti possiedono oggi la cantina Gentilini.
Il paese di Assos è sempre stato scarsamente popolato. Tuttavia, il castello divenne la capitale della Cefalonia settentrionale al cui interno vivevano degli abitanti.
Nel 1684, i veneziani conquistarono l'isola Leucade dai Turchi e il castello di Assos perse la sua importanza strategica. Nel 1757 venendo meno la minaccia della pirateria e degli ottomani, i veneziani fondarono Argostoli, che divenne la città principale dell'isola.
Assos rimase la sede del provveditore veneziano fino alla caduta della Repubblica di Venezia. Nel 1822 circa 1700 persone si spostarono da Suli per rimanere nella fortezza di Assos e l'intera area divenne un'area di quarantena, dando origine a un insediamento all'interno della fortezza di nome Souli. Nel secolo successivo, Assos continuò ad essere una fortezza senza un ruolo militare. Nel 1920 la fortezza fu convertita in prigione e dopo la seconda guerra mondiale era per prigionieri politici i quali potevano curare vigneti e coltivare la terra. Nel 1953 il forte terremoto danneggio moltissime strutture in tutta l'area, la maggior parte della popolazione del castello se ne andò e la prigione fu chiusa. Nel 1961 abitavano 6 persone nella fortezza, l'ultima delle quali parti nel 1963. Essi erano conosciuti come il "Kastrinoi" ("popolo del castello"), che comprendeva famiglie numerose che coltivavano principalmente olive e uva.
Oggi il castello è aperto ai visitatori. L'accesso al castello avviene tramite un sentiero in pietra ristrutturato che porta ad un cancello d'ingresso ad arco dove è scolpito il leone veneziano di San Marco. I visitatori possono ancora oggi scorgere tra le rovine la chiesetta di San Marco e la casa dell'Alto Commissario veneziano. Vicino al castello si trova la chiesetta abbandonata del profeta Elia costruita nel 1888 sulle rovine di un'altra chiesetta risalente al 1500. Vicino alla chiesa si trovano le rovine di un edificio veneziano di proprietà della famiglia Gentilini.